# علي لطفي
على لطفي محمود (6 أكتوبر 1935 - 11 رمضان 1439 هـ / 27 مايو 2018م)، رئيس وزراء مصر من الفترة من 4 سبتمبر 1985 حتى 9 نوفمبر 1986. عقب تركه منصب رئيس الوزراء تولى منصب رئيس مجلس الشورى وذلك حتى عام 1989، قبل ذلك كله كان يعمل وزيرًا للمالية في عهد الرئيس أنور السادات كما تولى منصب رئيس المجلس الأعلى للثقافة ورئيس لجنة الأحزاب خلال فترة رئاسته لمجلس الشورى.

## الدرجات العلمية
- بكالوريوس التجارة، جامعة عين شمس.
- دبلوم إدارة المنشآت الاقتصادية.
- دكتوراه الاقتصاد، جامعة لوزان.

## التدرج الوظيفي
- أستاذ ورئيس قسم الاقتصاد بكلية التجارة، جامعة عين شمس.
- وزير المالية.
- رئيس مجلس الوزراء.
- رئيس مجلس الشورى
- رئيس المجلس الأعلى للصحافة.

## الهيئات التي ينتمى إليها
- عضو لجنة الاقتصاد بالمجلس الأعلى للثقافة.

## المؤتمرات التي شارك فيها
- مثّل مصر في العديد من المؤتمرات العربية والدولية.

## المؤلفات
له أكثر من ثلاثين بحثا باللغات العربية والإنجليزية والفرنسية، ومن أهم مؤلفاته:
- التطور الاقتصادي.
- مؤشرات التخلف الاقتصادي.
- مشكلات التصنيع في الدول النامية.
- مشكلات التمويل في الدول النامية.
- مقدمة علم الاقتصاد.
- التخطيط الاقتصادي.
- التنمية الاقتصادية.
- دراسات في تنمية المجتمع.

## الجوائز والأوسمة
منح الكثير من الجوائز من كل من فرنسا والسويد، منها جائزة الدولة التقديرية في العلوم الاجتماعية من المجلس الأعلى للثقافة، عام 1992

## روابط خارجية
- علي لطفي على موقع مونزينجر (الألمانية)